# ドゥー県
ドゥー県（ドゥーけん、Doubs）は、フランスのブルゴーニュ＝フランシュ＝コンテ地域圏の県である。ドゥー川に由来する。

## 地理

ドゥー県の地図

ジュラ県、オート＝ソーヌ県、テリトワール・ド・ベルフォール、スイスのヴォー州、ヌーシャテル州、ジュラ州と接する。標高の平均的な石灰岩質のジュラ山脈の中にあり、県最高地点はモン＝ドールの1463mである。県は自然区分として、3つに分類される。水によってつくられた荒涼とした西部のソーヌ川平野、中央部の石灰岩質の台地、東部の山地帯は高地だが標高はそれほど高くない。
氷河と川に切り開かれた湖が点在する（湖の総面積は718ヘクタール）。
ドゥー県の動物は比較的豊富で、オオヤマネコの数が増えてきている。他にウシのモンベリアール種、ウマのコントワ種、ライチョウ、シャモア、ハヤブサ、オコジョが見られる。県内の草花ではゲンチアナがよく見られる。

## 気候
海から遠く離れているドゥー県はその影響を受けておらず、大陸性気候である。冬には雪と霜があり、夏は旱魃や猛暑が頻発する嵐で中断する。
ドゥー県はフランス有数の寒い県であるが、標高のわりに温暖である。年間の気温の振幅は約70℃ある。

## 歴史
ガリア人の一部族、セクアニ族（en）が暮らしていたが、その後ローマ帝国に5世紀まで支配され、ウェソンティオ（Vesontio、現在のブザンソン）に首都が置かれていた。フランシュ＝コンテには非常に早くキリスト教が伝えられていた。212年に殉教したとされる聖フェレオルと聖フェルジューの兄弟が、ブザンソンに教会を建てた。
ブルグント族に征服された後、この地はアルル王国に併合され、封建時代が始まった。10世紀にブルゴーニュ伯領が成立すると、フランス王国と神聖ローマ帝国の係争地となった。女伯ジャンヌ2世がフランス王フィリップ5世と結婚すると、伯領はフランスに属した。そのために、ブルゴーニュ伯領と歴史を共有するブルゴーニュ公国は、独立を維持していた。
シャルル豪胆公の一人娘マリーが、マクシミリアン（のちの神聖ローマ皇帝マクシミリアン1世）と結婚した。1477年、ルイ11世の侵攻にもかかわらず、フランシュ＝コンテ全体がハプスブルク家領となった。16世紀と17世紀にプロテスタントが、強固なカトリックの牙城であるフランシュ＝コンテへ入ってきた。三十年戦争では、ザクセン＝ヴァイマル軍とスウェーデン軍の侵攻で荒廃した。1678年、ナイメーヘンの和約でスペイン支配から脱し、フランシュ＝コンテはフランスへ復帰した。高度な自治を与えられ、経済的な繁栄を享受した。
ドゥー県が誕生したのは、フランス革命後の1790年3月4日である。1793年には独立国家マンドゥール共和国に併合され、その後モンベリアール公国が併合された。
第二次世界大戦中、ロモン（fr）のマキがレジスタンス運動を繰り広げた。

## 行政
ドゥー県はブザンソン郡、モンベリアール郡、ポンタルリエ郡で構成され、594のコミューンがある。

## 人口統計
| 1968年  | 1975年  | 1982年  | 1990年  | 1999年  | 2006年  | 2010年  |
| ------- | ------- | ------- | ------- | ------- | ------- | ------- |
| 426 363 | 471 082 | 477 163 | 484 770 | 499 062 | 516 823 | 527 770 |

出典:SPLAF、2006年以降INSE

### 主なコミューン
| コミューン         | 人口 2010 | 変遷 2010/1999 |
| ------------------ | --------- | -------------- |
| ブザンソン         | 116,914   | -0,7 %         |
| モンベリアル       | 25,875    | -6,1 %         |
| ポンタルリエ       | 18,456    | 0,5 %          |
| オダンクール       | 14,825    | -4,6 %         |
| ヴァランティニェ   | 11,388    | -8,8 %         |
| モルトー           | 6,700     | 5,1 %          |
| ベトンクール       | 5,971     | -12,8 %        |
| セロンクール       | 5,922     | 3 %            |
| ボーム・レ・ダーム | 5,315     | -1,3 %         |
| グラン・シャルモン | 5,194     | 1,8 %          |
| ヴァルダオン       | 5,088     | 26,3 %         |
| 出典 : Insee       |           |                |

## 経済
ベルフォール＝モンベリアールの都市圏は主に自動車産業やTGVに依存した、地域の経済の中心である。ブザンソンは機械産業の中心である。

## ギャラリー

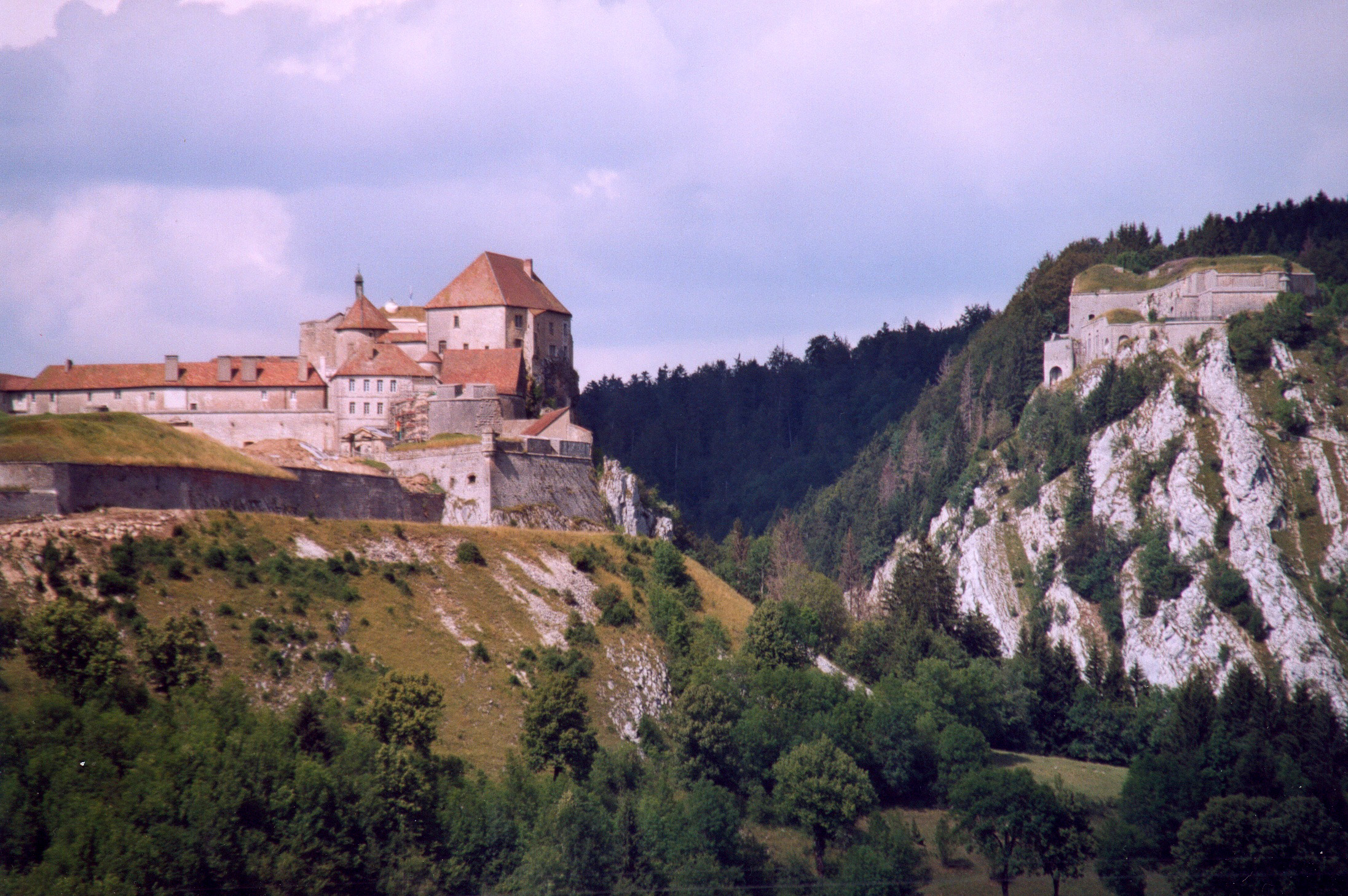
ジュー城
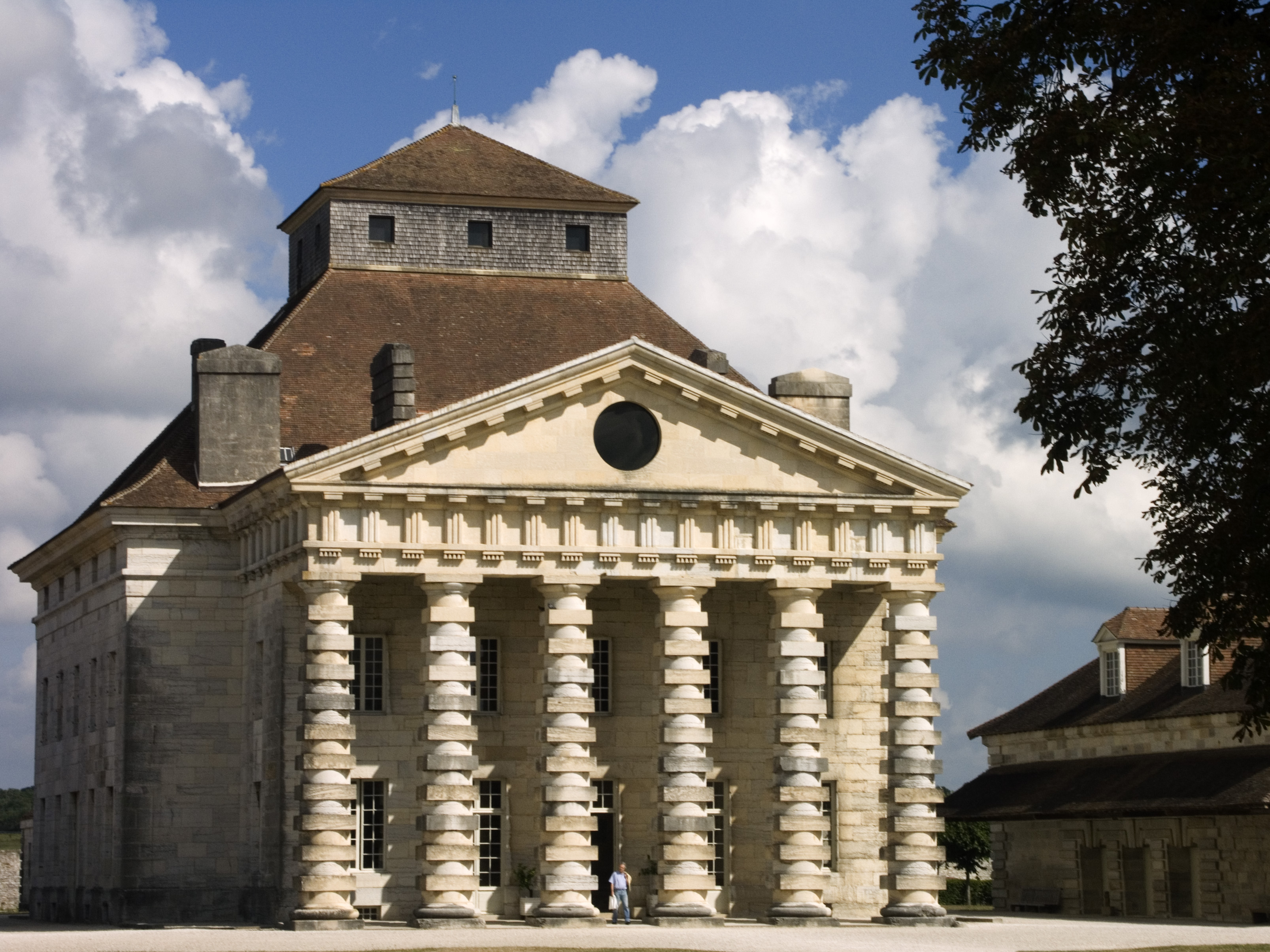
アル＝ケ＝スナンの王立製塩所
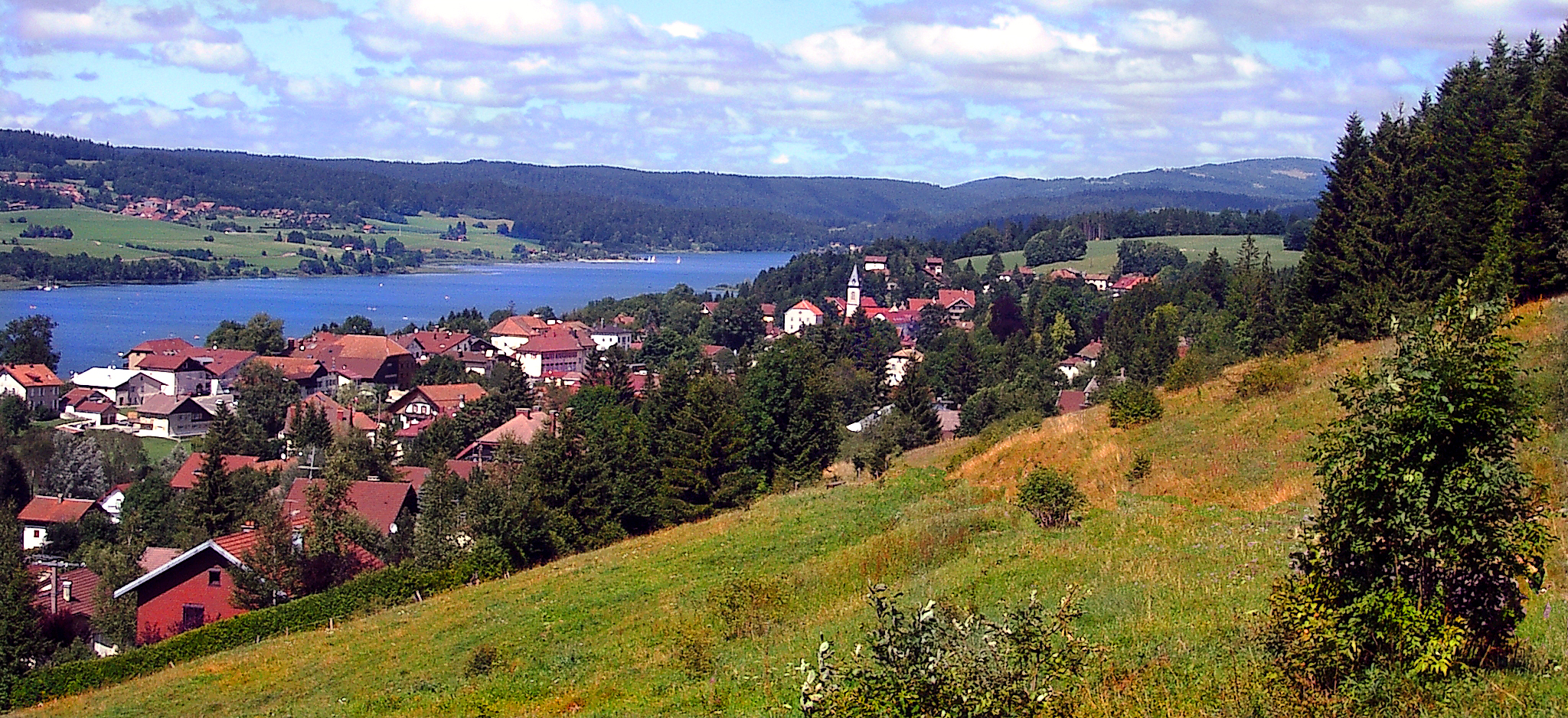
サン＝ポワン湖
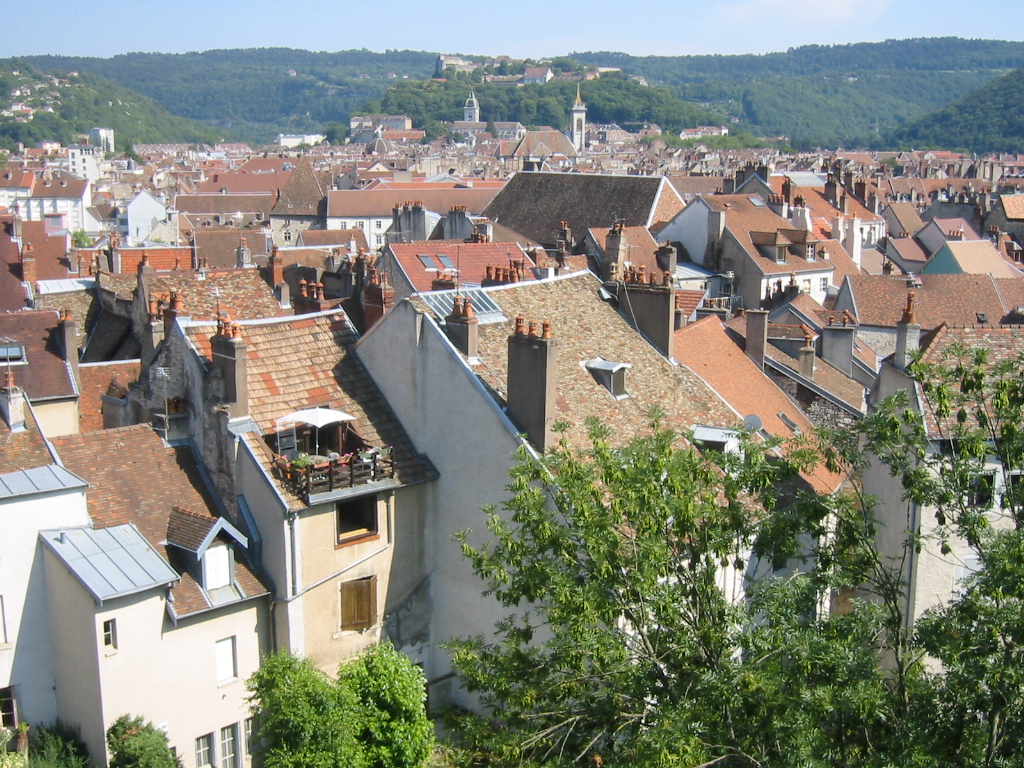
ブザンソン旧市街